# Elsie Dohrmann

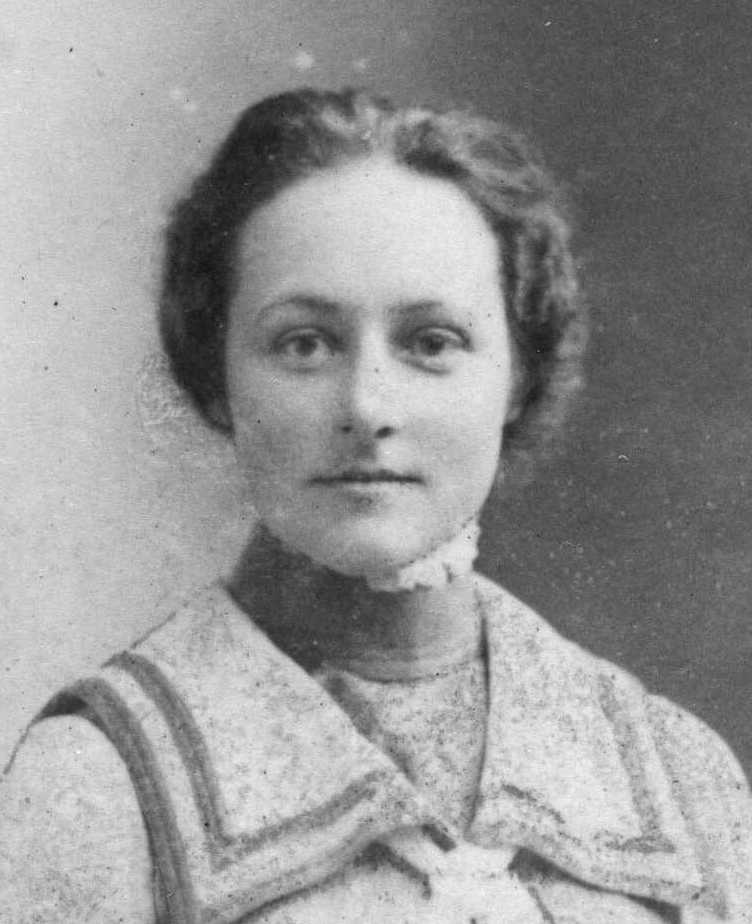
Elsie Dohrmann
ca. 1905

Elsie Dohrmann, geb. Low (* 25. Juli 1875 in Horndon on the Hill, Grafschaft Essex, England; † 14. Februar 1909 in Waimate, Canterbury, Neuseeland), war eine neuseeländische Lehrerin, Botanikerin und Teil der Abstinenzbewegung in Neuseeland. Ihre Arbeiten zum Thema Botanik sind unter dem Namen Elsie Low erschienen.

## Frühes Leben
Elsie Low wurde am 25. Juli 1875 als jüngstes von fünf Kindern der Eheleute Sabine Susanna Harris und Benjamin Low, eines Lagerverwalters, in Horndon on the Hill in der Grafschaft Essex geboren. Die Familie verließ 1875 England, um nach Neuseeland zu emigrieren. Sie erreichten im Januar 1876 auf der Soukar das Land, als Elsie sechs Monate alt war. Ihr Vater und ihre Mutter ließen sich in Neuseeland zum Lehrer und zur Lehrerin ausbilden und arbeiteten bis 1897 in Willowby, nahe Ashburton. Danach zogen sie nach Waimate, um in der Landwirtschaft tätig zu werden.
Elsie, intellektuell begabt, wurde durch ihre Schule gefördert, in der das soziale, pädagogische und musikalische Leben im Vordergrund stand. Auch die örtliche Methodistenkirche hatte auf sie einen positiven Einfluss. 1888 konnte sie dank eines Stipendiums über drei Jahre die Ashburton High School besuchen und weitere Stipendien gaben ihr die Möglichkeit, ihre Schulausbildung an der Christchurch Girls’ High School für weitere drei Jahre (1891–1894) fortzusetzen. Die Schulleiterin Helen Macmillan Brown, die als erste neuseeländische Frau einen Hochschulabschluss in Neuseeland erlangte, unterstützte die begabten jungen Frauen darin, ein Universitätsstudium anzustreben.

## Studium, Arbeit als Lehrerin und Botanikerin
Als viertbeste Schülerin der Schule erhielt Elsie dann schließlich ein Universitätsstipendium und konnte sich 1894 am damaligen Canterbury College einschreiben. Sie studierte Naturwissenschaften und schloss 1896 zunächst mit einem Bachelor ab. 1897 erhielt sie vom Canterbury College ein Senior-Stipendium. Als ihre Master-Prüfungsunterlagen Anfang 1898 auf einer Seereise verloren gingen, lehnte sie zunächst das daraufhin angebotene Zweitklassenexamen in Englisch, Französisch, Botanik und Biologie ab.
Sie begann dann anschließend als Lehrerin an der Waimate District High School zu arbeiten und legte 1899 ein Examen erster Klasse mit Auszeichnung in Englisch und Französisch und ein Examen zweiter Klasse mit Auszeichnung in Botanik ab. Die Prüfer empfahlen daraufhin Elsie, ihre Abhandlung über Botanik zu veröffentlichen, da sie ihre Forschung in dem Bereich sehr schätzten. Später arbeitete sie zunächst als Lehrerin und Hauslehrerin an der Napier Girls’ High School und kehrte dann aber für drei Jahre an die Christchurch Girls’ High School zurück, an der sie als Schülerin ihre Karriere begonnen hatte.

## Heirat und Familie
Am 3. Juni 1903 heiratete Elsie in Nukuroa, südöstlich von Waimate, Henry (Heinrich) Dohrmann, einen in Christchurch geborenen Sohn von deutschen Einwanderern aus Hannover. Henry betrieb in Studholme Junction, das östlich von Waimate liegt, Landwirtschaft. 1905 bekamen sie mit einer Tochter ihr erstes Kind. Elsie kehrte damit ihrer Berufung als Lehrerin den Rücken und ging mit der Heirat zurück in ein landwirtschaftliches Umfeld, das sie bereits aus ihrer Kindheit kannte.

## Gesellschaftspolitische Engagement
Elsie engagierte sich in der Woman’s Christian Temperance Union für die Abstinenz vom Alkohol und wurde schnell zu einer führenden Persönlichkeit in der Organisation. Von 1906 bis zu ihrem Tod war sie Präsidentin des Zweigs in Waimate und von 1906 bis 1907 Schatzmeisterin und von 1907 bis 1908 korrespondierende Sekretärin der Organisation auf nationaler Ebene. Sie war Superintendentin für alkoholfreie Medikamente und leitete eine Kampagne, um Ärzte davon abzuhalten, Alkohol zu medizinischen Zwecken zu verschreiben. Auch war sie an der Kampagne gegen Glücksspiel beteiligt und schrieb über mehrere Jahre unsignierte Abstinenz-Kolumnen für die Waimate Times. Sie reiste durchs Land und sprach auf öffentlichen Versammlungen zu den Themen ihrer Organisation.
Elsie litt früh an rheumatischem Fieber, das letztendlich mit 33 Jahren zu ihrem frühen Tod führte. Sie verstarb am 14. Februar 1909 in Waimate.

## Werke
- 1897/1899 – über Haastia Pulvinaris, auch als Vegetable Sheep bekannt[6][7]